# Rally de Montecarlo de 2010
El Rally de Montecarlo de 2010 fue la 78.ª edición  y la primera ronda de la temporada 2010 del Intercontinental Rally Challenge. Se celebró entre el 19 y el 22 de enero de 2010. El itinerario constaba de quince tramos a disputar entre los días 19 y 22 con un total de 396,18 km cronometrados. En total 63 participantes se inscribieron en la prueba, de los cuales 36 finalizaron y 23 se retiraron. El ganador fue Mikko Hirvonen, acompañado en el podio por Juho Hänninen y Nicolas Vouilloz.

## Itinerario y ganadores
| Día                   | Tramo | Hora  | Tramo                                                           | Distancia | Ganador           | Tiempo  | Vel. media  | Líder rally    |
| --------------------- | ----- | ----- | --------------------------------------------------------------- | --------- | ----------------- | ------- | ----------- | -------------- |
| Prólogo (19 de enero) | SSS   | 18:38 | Lente – Col de Gaudissart                                       | 8.83 km   | Toni Gardemeister | 6:54:2  | 76.75 km/h  | -              |
| Día 1 (20 de enero)   | SS1   | 11:51 | Burzet – Lachamp-Raphaël                                        | 27.27 km  | Mikko Hirvonen    | 16:01.4 | 102.11 km/h | Mikko Hirvonen |
| Día 1 (20 de enero)   | SS2   | 12:59 | St-Pierreville – Antraigues                                     | 45.17 km  | Sébastien Ogier   | 30:54.2 | 87.70 km/h  | Mikko Hirvonen |
| Día 1 (20 de enero)   | SS3   | 15:02 | Burzet – Lachamp-Raphaël                                        | 27.27 km  | Mikko Hirvonen    | 15:49.7 | 103.37 km/h | Mikko Hirvonen |
| Día 1 (20 de enero)   | SS4   | 16:10 | St-Pierreville – Antraigues                                     | 45.17 km  | Sébastien Ogier   | 30:45.9 | 88.09 km/h  | Mikko Hirvonen |
| Día 2 (21 de enero)   | SS5   | 10:13 | Labatie d'Andaure – St-Pierre sur Doux                          | 25.30 km  | Nicolas Vouilloz  | 17:38.5 | 86.05 km/h  | Mikko Hirvonen |
| Día 2 (21 de enero)   | SS6   | 10:55 | St-Bonnet-le-Froid – St-Julien-Molhesabate – St-Bonnet-le-Froid | 25.67 km  | Sébastien Ogier   | 17:19.7 | 88.88 km/h  | Mikko Hirvonen |
| Día 2 (21 de enero)   | SS7   | 12:20 | Lamastre – Gilhoc – Alboussière                                 | 21.92 km  | Mikko Hirvonen    | 14:43.0 | 89.37 km/h  | Mikko Hirvonen |
| Día 2 (21 de enero)   | SS8   | 15:28 | Labatie d'Andaure – St-Pierre sur Doux                          | 25.30 km  | Juho Hänninen     | 16:36.8 | 91.37 km/h  | Mikko Hirvonen |
| Día 2 (21 de enero)   | SS9   | 16:10 | St-Bonnet-le-Froid – St-Julien-Molhesabate – St-Bonnet-le-Froid | 25.67 km  | Sébastien Ogier   | 15:51.1 | 97.16 km/h  | Mikko Hirvonen |
| Día 2 (21 de enero)   | SS10  | 18:05 | Lamastre – Gilhoc – Alboussière                                 | 21.92 km  | Sébastien Ogier   | 15:03.0 | 87.39 km/h  | Mikko Hirvonen |
| Día 3 (22 de enero)   | SS11  | 09:23 | Montauban sur l'Ouvèze – Eygalayes                              | 30.42 km  | Sébastien Ogier   | 23:18.5 | 78.31 km/h  | Mikko Hirvonen |
| Día 3 (22 de enero)   | SS12  | 19:15 | Peïra-Cava – La Bollène-Vésubie                                 | 18.42 km  | Sébastien Ogier   | 13:23.4 | 82.54 km/h  | Mikko Hirvonen |
| Día 3 (22 de enero)   | SS13  | 19:48 | Lantosque – Lucéram                                             | 19.13 km  | Stéphane Sarrazin | 14:12.9 | 80.75 km/h  | Mikko Hirvonen |
| Día 3 (22 de enero)   | SS14  | 23:20 | Peïra-Cava – La Bollène-Vésubie                                 | 18.42 km  | Juho Hänninen     | 13:52.3 | 79.67 km/h  | Mikko Hirvonen |
| Día 3 (22 de enero)   | SS15  | 23:53 | Lantosque – Lucéram                                             | 19.13 km  | Stéphane Sarrazin | 14:40.2 | 78.24 km/h  | Mikko Hirvonen |

## Clasificación final
| Pos. | Piloto                | Copiloto               | Automóvil         | Tiempo    | Diferencia | Puntos |
| ---- | --------------------- | ---------------------- | ----------------- | --------- | ---------- | ------ |
| 1.   | Mikko Hirvonen        | Jarmo Lehtinen         | Ford Fiesta S2000 | 4:32:58.5 | 0.0        | 10     |
| 2.   | Juho Hänninen         | Mikko Markkula         | Škoda Fabia S2000 | 4:34:49.9 | 1:51.4     | 8      |
| 3.   | Nicolas Vouilloz      | Benjamin Veillas       | Škoda Fabia S2000 | 4:36:17.6 | 3:19.1     | 6      |
| 4.   | Stéphane Sarrazin     | Jacques-Julien Renucci | Peugeot 207 S2000 | 4:40:24.0 | 7:25.5     | 5      |
| 5.   | Jan Kopecký           | Petr Starý             | Škoda Fabia S2000 | 4:41:47.2 | 8:48.7     | 4      |
| 6.   | Guy Wilks             | Phil Pugh              | Škoda Fabia S2000 | 4:42:23.0 | 9:24.5     | 3      |
| 7.   | Bruno Magalhães       | Carlos Magalhães       | Peugeot 207 S2000 | 4:42:43.9 | 9:45.4     | 2      |
| 8.   | Jean-Sébastien Vigion | Stéphane Prevot        | Peugeot 207 S2000 | 4:46:32.0 | 13:33.5    | 1      |